# Max Herz

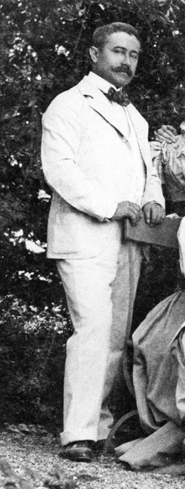
Max Herz. Agosto de 1897, Stresa, Piamonte, Italia.

Max Herz (en húngaro Herz Miksa) (Ottlaka, Hungría (actualmente Grăniceri, Rumania), 19 de mayo de 1856 – Zúrich, Suiza, 5 de mayo de 1919) fue un arquitecto, director de museo e historiador de la arquitectura húngaro, activo en Egipto.
  

## Biografía
Max Herz cursó estudios primarios y secundarios en Temesvár (actualmente Timişoara, Rumania). Estudió arquitectura en la Universidad Técnica de Budapest; (1874-1877) y en el Colegio Técnico de Viena (1877-1880). Luego de completar sus estudio viajó por Italia, llegando a Egipto en 1880. Allí, Julius Franz Pasha, jefe de la oficina técnica del Ministerio Waqf  (Ministerio de Asuntos Religiosos) le ofreció trabajo en El Cairo. Max aceptó y se convirtió en responsable de la conservación de las mezquitas. Como arquitecto jefe del Comité de Conservation des Monuments de l’Art Arabe, dirigió las obras de conservación de los monumentos islámicos y coptos inicialmente en El Cairo y luego en todo Egipto desde 1890 hasta 1914.
Al comenzar la Primera Guerra Mundial, a finales de 1914, Herz, al ser un ciudadano húngaro fue obligado a renunciar y fue expulsado del país por las autoridades británicas por considerarlo un enemigo; ya que si bien oficialmente Egipto era una provincia autónoma con derechos especiales del Imperio Otomano, Egipto había estado bajo ocupación militar británica a partir de 1882. Dejando todas sus procesiones, se muda a Milán con su familia, donde vivía la familia de su esposa. Debido a que para poder recibir su pensión de Egipto debía vivir en un país neutral, se muda a Zúrich luego que Italia le declara la guerra a su aliado, la monarquía austro-húngara, el 23 de mayo de 1915. El mundo en el cual había vivido colapsó. El fallecimiento súbito de su hijo de 17 años de edad en 1914 fue un gran golpe para él del cual nunca se recobraría, y gradualmente se quebró su espíritu optimista. Desarrolló una enfermedad gástrica y falleció durante una operación. De acuerdo con su voluntad, se encuentra enterrado en la tumba que diseñó para su hijo en Milán (Cimitero Monumentale). Su viuda falleció en 1949, y se encuentra enterrada junto a ellos.

## Actividades

### Conservación de monumentos
En el siglo XIX el estado de preservación de los monumentos árabes-islámicos en Egipto era muy deficiente. Para detener este proceso, Khedive Tawfīq creó el Comité de Conservation des Monuments de l'Art Arabe en 1881. En este Comité Max Herz heredó el cargo de Franz Pasha quien se retira en 1887 y a partir de 1890 ocupó el cargo de Jefe de Arquitectos, que fue creado expresamente para él. El cargo de presidente del Comité era ex officio el ministro de waqf; sin embargo, la dirección real de los asuntos era tarea del Jefe de Arquitectos. Las decisiones eran tomadas en forma colectiva durante las sesiones del Comité, que estaba compuesto en su gran mayoría por egipcios y algunos europeos. Sin embargo, debido a sus antecedentes, experiencia, dedicación a las tareas, capacidad de trabajo y por supuesto su posición, Herz desempeñó un rol decisivo en el Comité, el cual pronto extendió su incumbencia para abarcar también a los monumentos coptos. (La preservación de los monumentos faraónicos del antiguo Egipto era responsabilidad de otra agencia del gobierno.) Max Herz ocupó este cargo desde 1890 hasta 1914, y desempeñó un rol muy destacado en la preservación de monumento árabe-islámicos y coptos. Herz aplicaba la modalidad de “restauración estilística”. La misma implicaba quitarle al monumento aquellos agregados de baja calidad posteriores a su construcción y restaurarlo a su forma original y espléndida,  la cual hasta podía ser una forma ideal, “la cual es posible nunca haya existido” (Viollet-le-Duc). Herz creía en la restauración estilística pero la practicaba con moderación, buen gusto y sentido común. En parte este enfoque estaba determinado por la crónica falta de fondos del Comité, lo que obligaba a descartar una restauración completa a gran escala. En etapas tempranas el Comité decidió que su responsabilidad principal era asegurar que perduraran la mayor cantidad posible de monumentos, los cuales pudieran ser restaurados por completo en épocas posteriores cuando se dispusiera de los recursos necesarios.

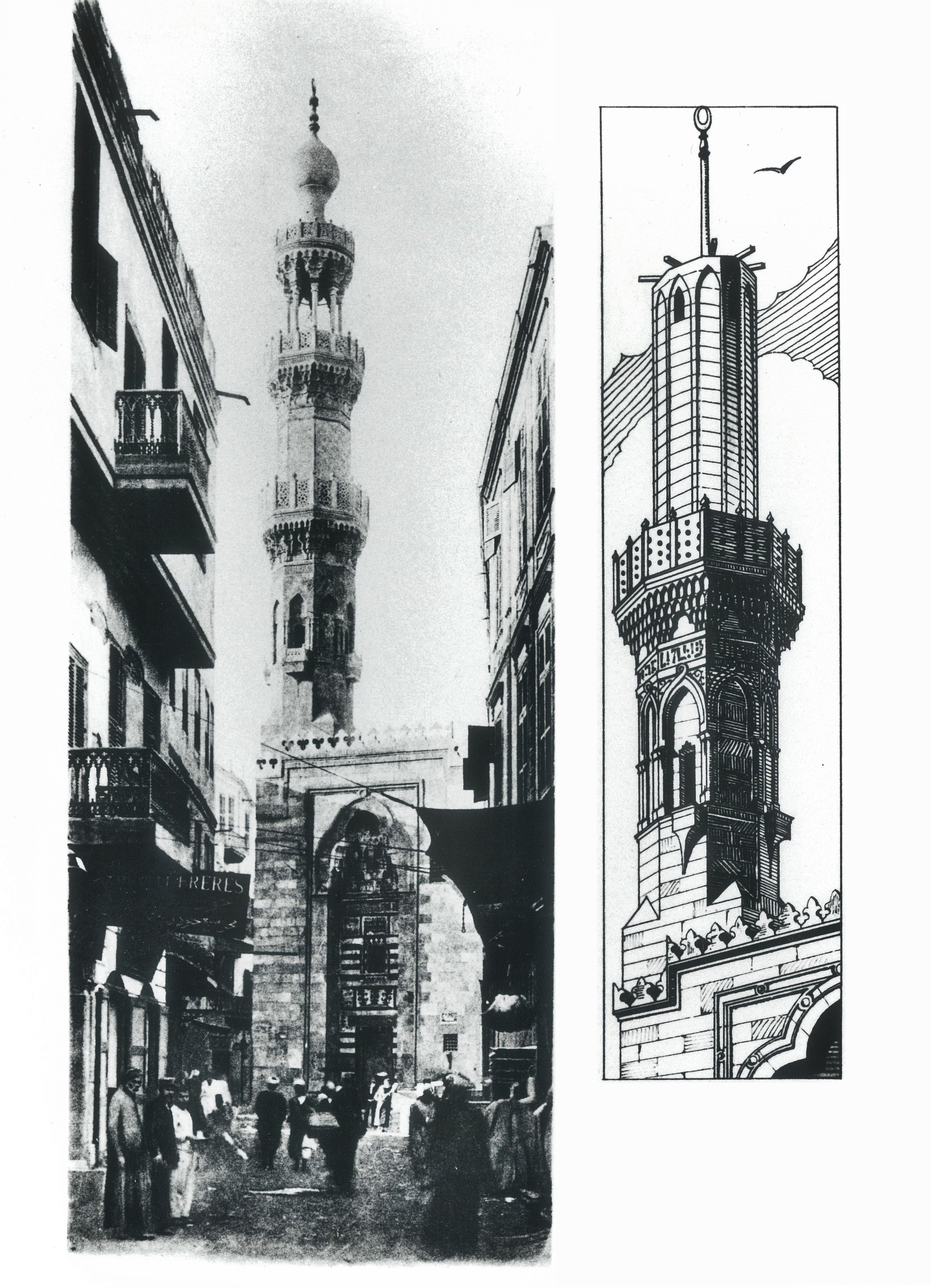
El minarete de la mezquita de Qadi Yahya Zayn al-Din antes y luego de ser restaurado. La parte superior fue reconstruida sobre la base de una analogía ya que no existía información sobre su forma original.

Según Herz la “pureza estilística” quiere decir que en el caso de períodos en los cuales su arquitectura se conoce con detalle a causa de la existencia de numerosos monumentos, es aceptable la reconstrucción análoga de estructuras cuya forma original es desconocida. Tal era el caso de las mezquitas del período Circasiano Mameluco y fines del mismo, del cual había numerosas hermosas mezquitas en El Cairo, cuyos hermosos minaretes en muchos casos estaban dañados a causa de su esbeltez. Por otra parte, se sabía muy poco de la arquitectura del  período fatimí, por lo que dejó el feo reemplazo del minarete original de la mezquita Aqmar (519/1125) cuando la restauró, ya que carecía de información sobre su forma original y porque sabía muy poco sobre los minaretes fatimíes.  (Sus sucesores en cambio fueron mucho más liberales en la reconstrucción de la mezquita fatimí Al-Salih Talai (555/1160), sobre cuya forma original contaban con muy poca información.)  El reemplazo de las estructuras faltantes (por ejemplo la fuente y el púlpito) como mandaba una “restauración estilística” era una necesidad urgente desde un punto de vista práctico en el caso de las mezquitas, independientemente de si se conocía la forma original o no, ya que los servicios religiosos debían continuar una vez que se completaran las restauraciones realizadas por el Comité.

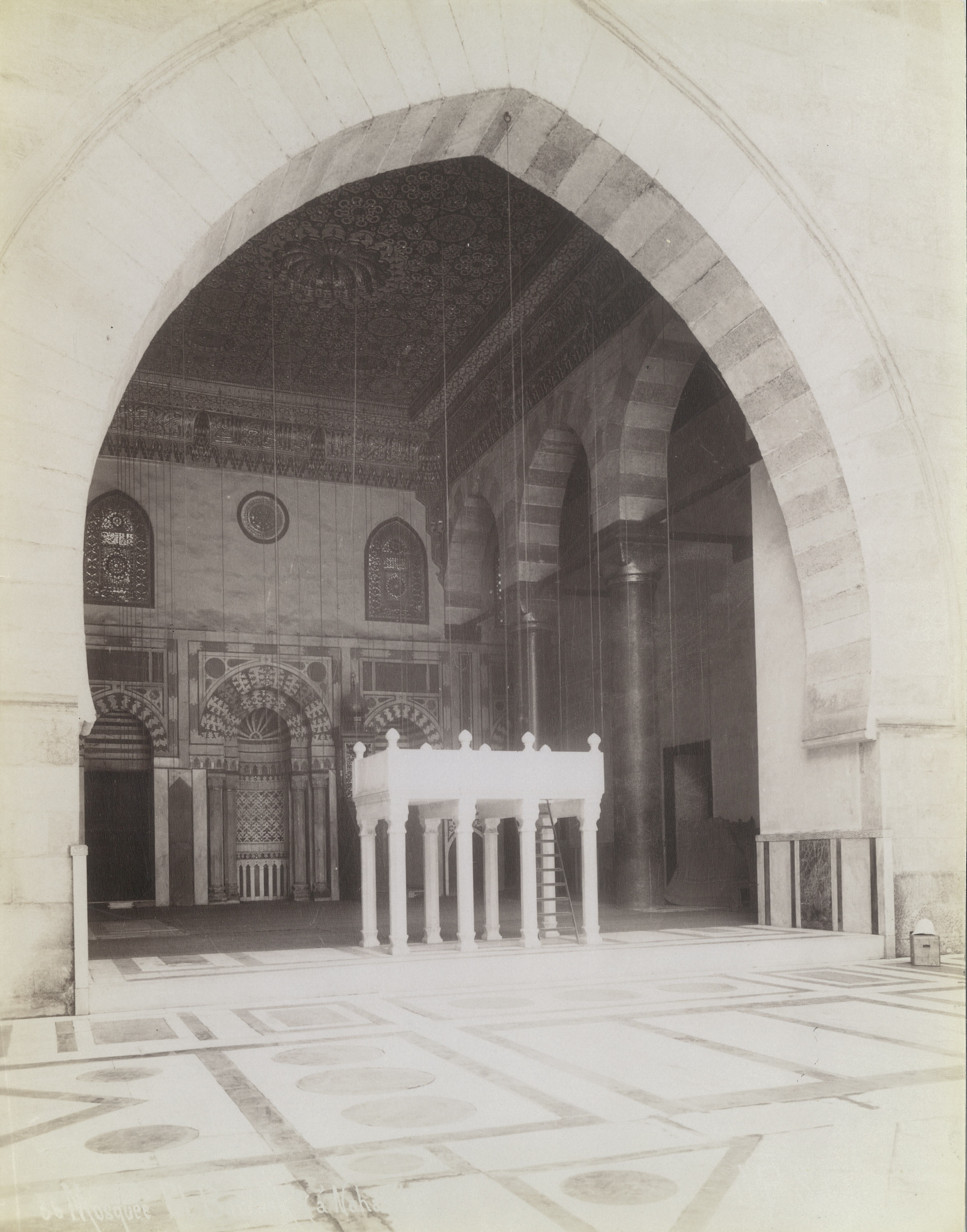
Púlpito en la mezquita Sultan Barquq.

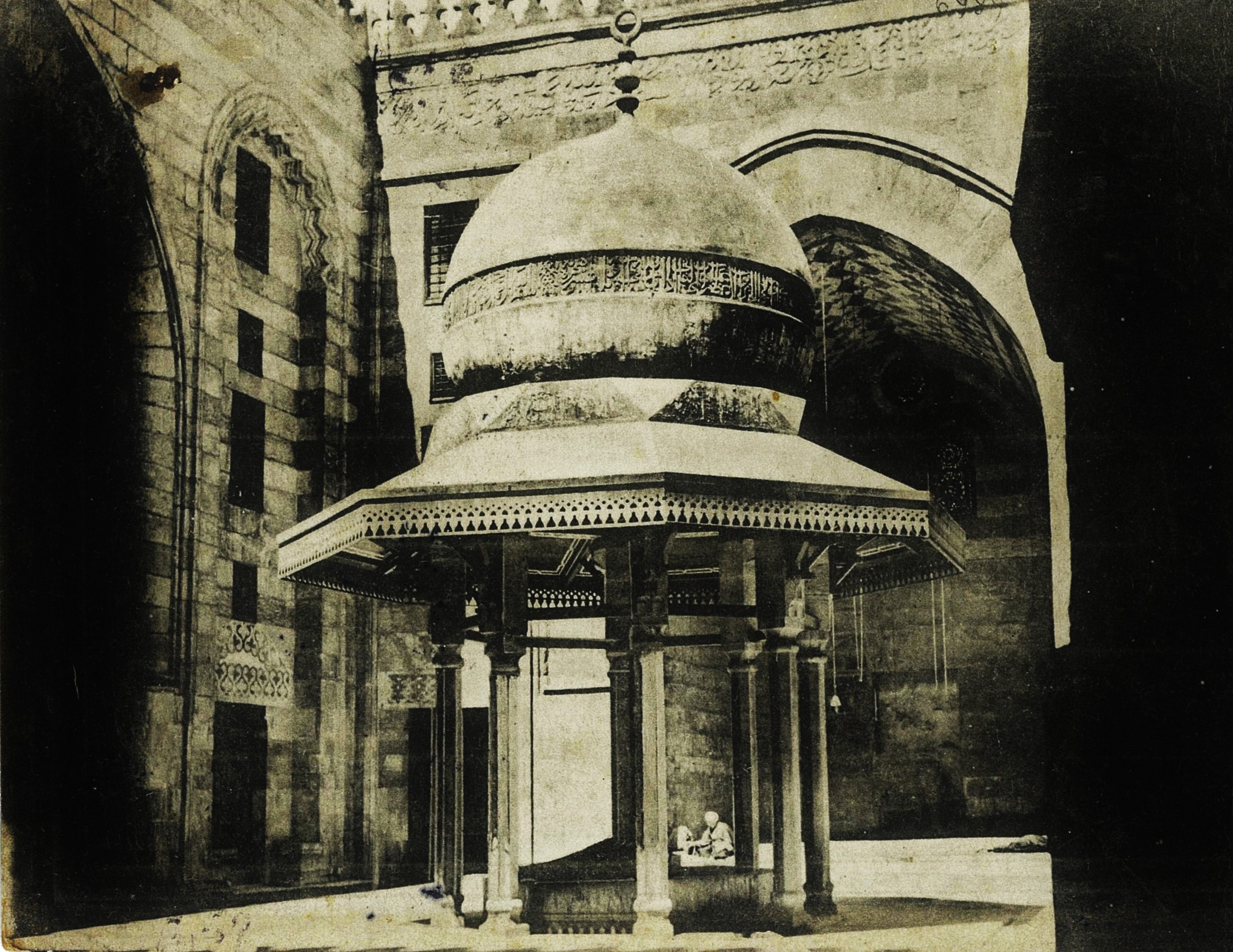
Fuente en la mezquita Sultan Barquq. Ejemplo de las reconstrucciones análogas realizadas por Herz, ya que no contaba con información sobre su forma original.

Existe un debate sobre la teoría y la práctica de la conservación arquitectónica en todo el mundo, con numerosos puntos de vista muy diferentes, a menudo dependiendo de las circunstancias.  En la teoría y en la práctica el Comité aplicó las más modernas prácticas occidentales. El método que adoptó el Comité de la mano de Herz Pasha es considerado ejemplar y de hecho es el que se aplica hoy en día en Egipto. Es de esperar que miradas contrapuestas existan en un tema tan complejo, especialmente considerando que durante el período en discusión el Comité funcionó en un país bajo ocupación británica. Las actividades del Comité se llevaron a cabo con un elevado nivel de profesionalismo, atención al detalle y dedicación. Nairy Hampikian escribió al completar la restauración de Bab Zuwayla (485/1092), una de las puertas fatimíes de la ciudad medieval: “En forma deliberada he incluido detalles menores en este relato de las actividades del Comité, porque creo que ayudaran a contrarrestar juicios conceptuales y políticos adversos sobre sus actividades... El cuidado que se ha transmitido a estos monumentos a través del trabajo del Comité, el profesionalismo meticuloso con el que se realizaron los trabajos, y la sinceridad de los esfuerzos a menudo no es valorada en su justa dimensión. ” El Comité documentó en detalle sus actividades, y dichos registros han llegado hasta nuestros días. El Comité publicó su Boletín anual en francés con información sobre sus actividades; el cual fue luego traducido al árabe.

#### Monumentos restaurados en su totalidad por Herz[13]
- la puerta fatimi de Bab Zuwayla (485/1092)
- la mezquita Aqmar (519/1125)[14]
- el complejo Qalaun (mausoleo, madraza-mezquita, hospital; 683-684/1284-1285)[15]
- la mezquita de Amir al-Maridani (739-740/1339-40)
- la madraza-mezquita de Sultan Hasan (757-764/1356-1362), que muchos consideran como el más espléndido monumento de la arquitectura árabe-islámica del Cairo, o aun del mundo[16]
- la madraza-mezquita del Sultan Barquq (786-788/1384-1386) en el bazar de los Artesanos del cobre[17]
- la mezquita de Yahya Zayn ad-Din (848/1444) en proximidades de Al-Azhar
- la madraza -mausoleo de Sultan Qayitbay (877/1472) en el Cementerio del Norte[18]
- la madraza-mezquita del Sultan Qayitbay intramuros (880/1475)
- la mezquita de Amir Ghanim al-Bahlawan (883-916/1478-1510)[19]
- la mezquita de Abu Bakr ibn Muzhir (884/1479-1480)
- la mezquita de Qigmas al-Ishaqi (885-886/1480-1481)
- la mansión de Gamal al-Din al-Dahabi (1047/1637)
- la fuente-escuela de Abd al-Rahman Katkhuda (1157/1744).[20]

Herz realizó importantes tareas de restauración en la mezquita Azhar (359-361/970-972)  y le debemos a él la preservación del Fuerte Qayitbay (881/1477), que el Sultan mandó construir sobre las ruinas del Faro de Alejandría.

## Galería
| |
| Patio de la mezquita al-Salih Talai con su minarete a la vera de la entrada. El minarete fue demolido en 1923. En el plano posterior se observa los dos minaretes truncados de la mezquita al-Muayyad Shaykh antes de ser restaurados. |

| |
| La puerta fatimí de Bab Zuwayla con los minaretes gemelos de la mezquita Sultan al-Muayyad Shaykh en su vecindad. Herz restauró la puerta y los dos minaretes. |

| |
| La mezquita de Aqmar. La fachada durante las obras. La fachada estaba completamente tapada por puestos callejeros, los cuales Herz y el Comité hicieron quitar. |

|                                                                          |
| La mezquita de Aqmar. La fachada luego de quitar los puestos callejeros. |

|                                                                                             |
| Mausoleo del Sultan Qalaun. La fachada con los puestos callejeros antes de la restauración. |

|                                                                     |
| Mausoleo del Sultan Qalaun. Diseño para la reconstrucción del domo. |

|                                                                      |
| El interior del mausoleo del Sultan Qalaun luego de la restauración. |

| |
| Diseño de Herz para la restauración de la madraza-mezquita Sultan Qalaun, que dibujo en su exilio en Zúrich en 1919. El diseño finalmente construido fue distinto. |

|                                                      |
| Mausoleo del Sultan Qalaun luego de la restauración. |

|                                                                 |
| Patio de la mezquita Amir al-Maridani antes de la restauración. |

|                                                                |
| Patio de la mezquita Amir al-Maridani durante la restauración. |

|                                                                 |
| Patio de la mezquita Amir al-Maridani luego de la restauración. |

|                                                               |
| La madraza-mezquita de Sultan Hasan antes de su restauración. |

|                                                                                    |
| La madraza-mezquita de Sultan Hasan luego de su restauración, y la mezquita Rifai. |

|                                                                |
| La madraza-mezquita de Sultan Barquq antes de su restauración. |

|                                                                     |
| La mezquita funeraria del Sultan Qayitbay antes de su restauración. |

|                                                                     |
| La mezquita funeraria del Sultan Qayitbay luego de su restauración. |

|                                                                         |
| La mansión de Gamal al-Din al-Dahabi; el hall luego de su restauración. |

| |
| Patio de la mezquita Azhar antes de la restauración. Herz quitó el anexo en la izquierda y abrió los arcos tapiados que rodean el patio. |

|                                                      |
| Patio de la mezquita Azhar luego de la restauración. |

## Principales publicaciones

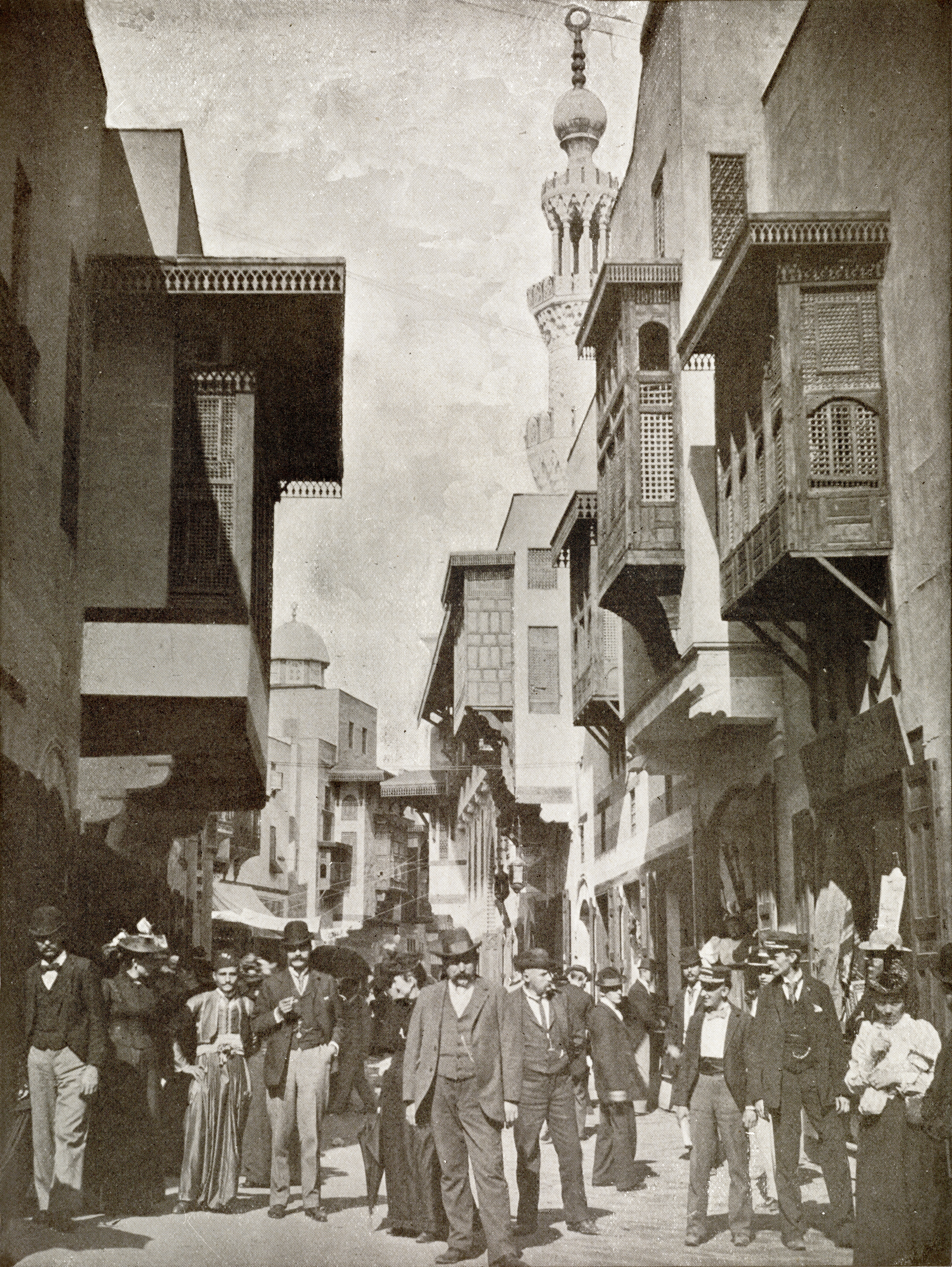
Calle de El Cairo en la Exposición Mundial de 1893 en Chicago.

Max Herz fue un destacado historiador de la arquitectura. Herz intervino muchos de los principales monumentos de El Cairo sea examinándolos sea reconstruyéndolos. Por lo que accedió a una gran cantidad de información y conocimiento de un tema que era poco conocido por sus contemporáneos. Por ello aún sus artículos breves a veces contienen datos importantes que no se encuentran disponibles en otras fuentes. La siguiente lista incluye sus principales publicaciones:

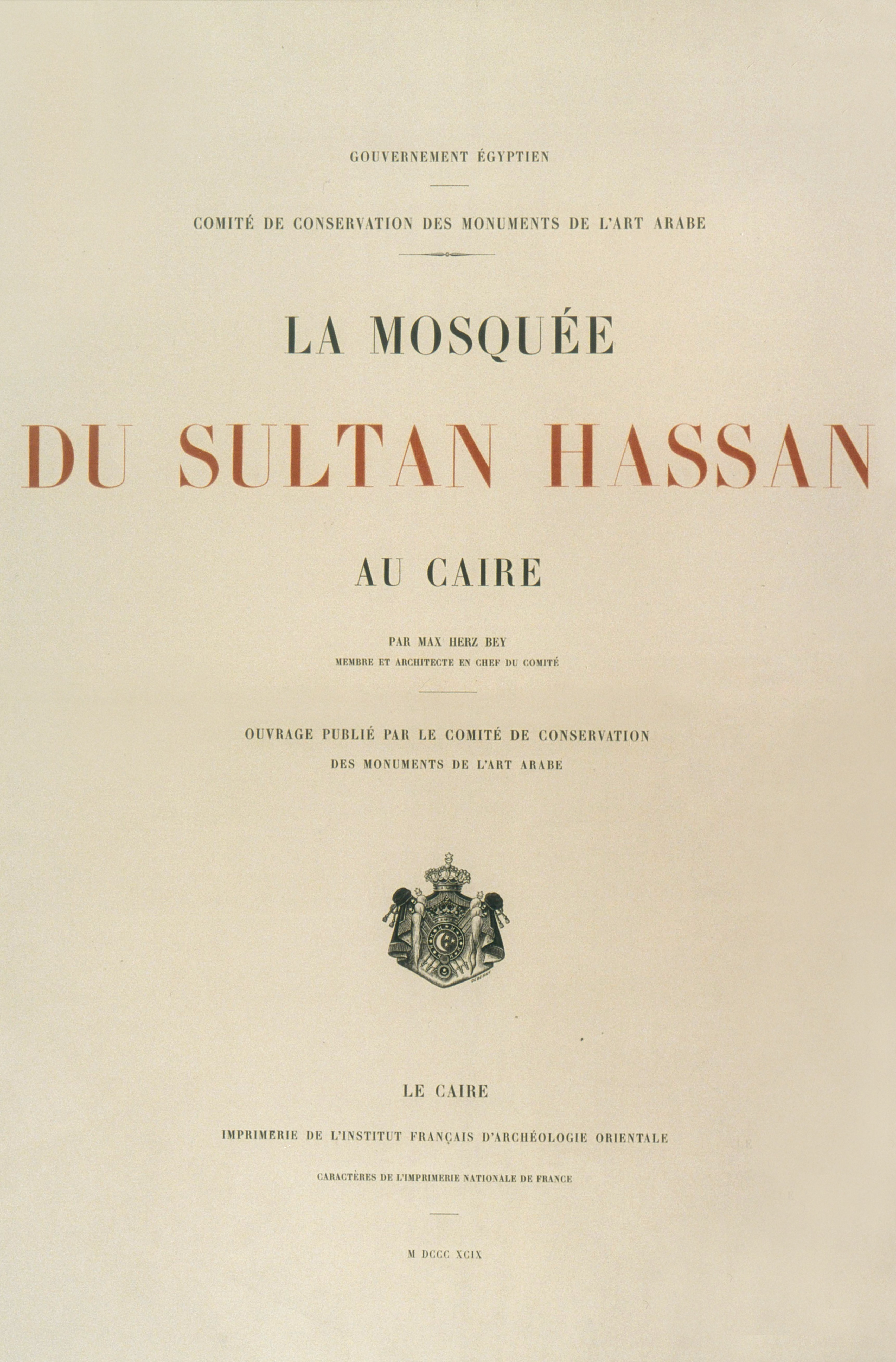
Carátula de la monografía sobre la mezquita Sultan Hasan.

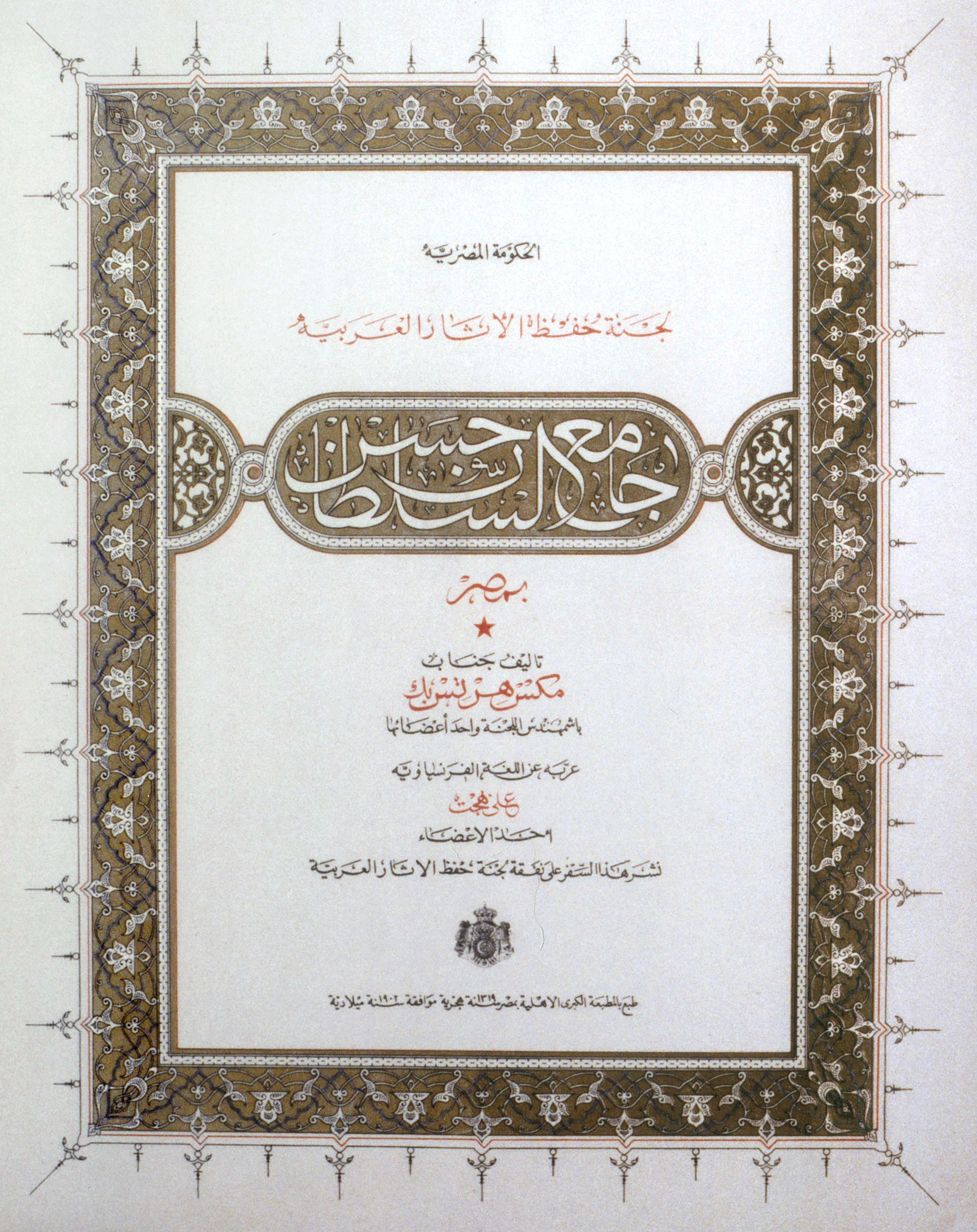
Carátula de la edición árabe de la monografía sobre la mezquita Sultan Hasan.

1. Con el propósito de lanzar una especie de campaña de medios que ayudara a la reconstrucción de uno de los más importantes monumentos de El Cairo y tal vez del mundo islámico, en 1899 publicó una monografía sobre la mezquita Sultan Hasan  (757-764/1356-1362):
  - Max Herz: La mosquée du Sultan Hassan au Caire. Institut Français d’Archéologie Orientale, Cairo, 1899 ; http://www.islamic-art.org/OnlineBooks/index.asp .
2. Elaboró una monografía seminal, que fue publicada de manera póstuma, sobre uno de los monumentos arquitectónicos más interesantes y sorprendentes de El Cairo, el complejo Sultan Qalaun (683-684/1284-1285; mausoleo, madrasa-mezquita, hospital):
  - Max Herz: Die Baugruppe des Sultāns Qalāūn in Kairo. (Abhandlungen des Hamburgischen Kolonialinstituts 42, Reihe B. Völkerkunde, Kulturgeschichte und Sprachen, 22), L. Friederichsen, Hamburg, 1919. https://archive.org/stream/diebangruppedess00herzuoft#page/n5/mode/2up ;En vista de su extensa relación con este espléndido complejo nadie estaba más calificado que él para escribir esta monografía, sin embargo las circunstancias lo limitaron en su esfuerzo. Lo escribió en su exilio en Suiza, sin tener acceso a los archivos del Comité, su biblioteca y colección de fotografías, sus propias notas y fotografías, y tampoco pudo disponer de una buena biblioteca especializada.

1. Su breve relato de la historia del arte árabe-islámico en húngaro aun hoy resulta muy interesante:
  - Herz Miksa: Az Iszlám művészete [The art of Islam], A művészetek története a legrégibb időktől a XIX. század végéig [Historia de las artes desde los primeros tiempos hasta fines del siglo XIX], ed. Zsolt Beöthy. Lampel R. (Wodianer F. és fia), Budapest, 1906-1912, vol. II [1907], pp. 108–262 (183 illustraciones).
2. Herz publicó el catálogo del Museo Árabe de El Cairo:
  - Max Herz: Catalogue sommaire des monuments exposés dans le Musée National de l’Art Arabe. G. Lekegian, Cairo, 1895. https://archive.org/stream/cataloguesommai00herzgoog#page/n9/mode/2up
  - Max Herz: Catalogue of the National Museum of Arab Art, transl. Stanley Lane-Poole. Gilbert and Rivington, Bernard Quaritch, London, n.d. [1896]. (https://archive.org/details/catalogueofnatio00mathrich)
  - Max Herz: Catalogue raisonné des monuments exposés dans le Musée National de l’Art Arabe. 2. ed. Institut Français d’Archéologie Orientale, Cairo, 1906. (https://archive.org/details/catalogueraisonn00cairuoft) https://archive.org/stream/catalogueraisonn00cairuoft#page/n5/mode/2up
  - Max Herz: A descriptive catalogue of the objects exhibited in the National Museum of Arab Art, transl. G. Foster Smith. 2. ed. National Printing Department, Cairo, 1907. (https://archive.org/details/adescriptivecat00egygoog)
  - Maks Hirts: Fihris muqtanayat Dar al-Athar al-Arabiyya, transl. Ali Bahgat. Al-Matbaa al-Amiriyya, Cairo, 1909.

1. Con motivo de la inauguración de la mezquita Rifai (1287-1330/1870-1912) publicó una breve monografía sobre su historia:
  - Max Herz: La mosquée el-Rifaï au Caire, Humbert Allegretti, Milan, n.d. [1911]. http://www.islamic-art.org/OnlineBooks/BArchViewPage.asp?BookID=747&PO=1#viewpage ; https://archive.org/stream/lamosqueelrifa00herz#page/n9/mode/2up ; https://archive.org/details/lamosqueelrifa00herz
2. Durante su larga permanencia en el cargo Max Herz editó y en gran medida escribió personalmente los Boletines del Comité (1890-1914) en francés, que fueron traducidos al árabe. Los mismos son un repositorio de información sucinta de la arquitectura árabe-islámica y copta de Egipto y especialmente de El Cairo. En 1914 Herz publicó un Índice de los volúmenes 1882-1910:[24]
  - Max Herz: Index général des Bulletins du Comité des années 1882 à 1910. Institut Français d’Archéologie Orientale, Cairo, 1914. A (nearly) complete series of the Bulletins, incluido el Índice, se puede consultar en internet: http://www.islamic-art.org/comitte/comite.asp